# Tetsuhiro Kina
Tetsuhiro Kina (jap. 喜名 哲裕, Kina Tetsuhiro; * 10. Dezember 1976 in der Präfektur Okinawa) ist ein japanischer Fußballtrainer und ehemaliger Fußballspieler.

## Karriere

### Spieler
Kina erlernte das Fußballspielen in der Schulmannschaft der Naha Nishi High School. Seinen ersten Vertrag unterschrieb er 1995 bei Nagoya Grampus Eight. Der Verein spielte in der höchsten Liga des Landes, der J1 League. 1996 feierte er mit dem Verein die Vizemeisterschaft. Für den Verein absolvierte er 55 Erstligaspiele. 2000 wechselte er zum Ligakonkurrenten FC Tokyo. Für den Verein stand er 57-mal in der ersten Liga auf dem Spielfeld. 2004 unterschrieb er einen Vertrag beim Zweitligisten Ōmiya Ardija. 2004 wurde er mit dem Verein Vizemeister der Liga. Für den Verein absolvierte er 15 Spiele. 2005 wechselte er zum Ligakonkurrenten Avispa Fukuoka. 2005 wurde er mit dem Verein Vizemeister. Für den Verein absolvierte er 19 Spiele. 2006 wechselte er zum Ligakonkurrenten Tokyo Verdy. Für den Verein absolvierte er 16 Spiele. 2007 wechselte er zum Drittligisten Rosso Kumamoto (heute: Roasso Kumamoto). 2007 wurde er mit dem Verein Vizemeister der dritten Liga und stieg in die zweite Liga auf. Für den Verein absolvierte er 56 Spiele. 2010 wechselte er zum Okinawa Kaiho Bank SC. Ende 2011 beendete er seine Karriere als Fußballspieler.

### Trainer
Kina steht seit dem 1. Februar 2016 beim FC Ryūkyū in der Präfektur Okinawa unter Vertrag. Von Februar 2016 bis Januar 2017 trainierte er die U18-Mannschaft von Ryūkyū. Gleichzeitig war er Co-Trainer der ersten Mannschaft. Die erste Mannschaft spielte in der dritten Liga, der J3 League. 2018 feierte der Verein die Meisterschaft und den Aufstieg in die zweite Liga. Ende Oktober 2021 übernahm er die Mannschaft als Cheftrainer.

## Erfolge

### Spieler
Nagoya Grampus Eight
- J1 League: 1996 (Vizemeister)
- Kaiserpokal: 1995, 1999